# Kangnasaurus
Kangnasaurus là một chi khủng long, được Haughton mô tả khoa học năm 1915.